# Magane
Magane (jap. 凶音 ‚Unheilstöne‘) ist eine japanische Pagan-Metal-Band. Die Band bezeichnet ihren Musikstil als „Yomi Metal“, wobei Yomi das Totenreich im Shintō bezeichnet.

## Geschichte
Gegründet wurde die Band Mitte der neunziger Jahre in Tokio als Mortes Saltantes und wurde 1999 in Magane umbenannt, wovon drei Gründungsmitglieder; Schlagzeuger Yomituti, Keyboarder Itukime und Sänger Yasufiko noch in der Gruppe aktiv sind. Da Schlagzeuger und Leader der Band Yomituti momentan medizinisch behandelt wird, kann die Band derzeit nicht auftreten und hat eine Pause eingelegt.

## Stil
Die Band kombiniert japanische Volksmusik mit Metal und bezeichnet ihren Stil als „Yomi-Metal“, der stark vom Black Metal beeinflusst ist, dessen Gedanken und Melodien jedoch von alten und traditionellen japanischen Kulturen beeinflusst sind. Stilistisch verwendet Magane einen thrash-artigen, schnellen Sound mit dem typischen Kreischgesang, der im Black Metal Verwendung findet und Themen aus den altertümlichen Epochen Japans mit am Keyboard erzeugten folkloristischen Elementen. Somit wird die Nähe zum Folk Metal sichtbar. Das macht sich vor allem durch die Texte über das Götterpaar Izanagi und Izanami bemerkbar, die in der japanischen Mythologie für den Ursprung der japanischen Insel verantwortlich sind.
Da die Band keine satanischen Texte aufweist, ist sie nur indirekt mit Black Metal verbunden, zumal die Bandmitglieder sich selber nicht als eine Black-Metal-Band bezeichnen.

## Diskografie
Als Mortes Saltantes
- 1995: Demo#1
- 1996: Demo#2 Yomivito Ga Mafi
- 1998: Demo#3 Call from Yomi

Als Magane
- 1999: Mortes Saltantes
- 1999: Thrash Corps of the Storm (Live-Album)
- 2001: Magane Attack (Single)
- 2003: Beginning at the End